# Handzame Classic 2012
La Handzame Classic 2012, decima edizione della corsa, valida come evento dell'UCI Europe Tour 2012 categoria 1.1, si svolse il 16 marzo 2012 su un percorso di 194,5 km. Fu vinta dall'italiano Francesco Chicchi, che terminò la gara in 4h 10' 00" alla media di 46,68 km/h.
Furono 135 i ciclisti che portarono a termine la competizione.

## Ordine d'arrivo (Top 10)
| Pos. | Corridore          | Squadra          | Tempo    |
| ---- | ------------------ | ---------------- | -------- |
| 1    | Francesco Chicchi  | Omega Pharma     | 4h10'00" |
| 2    | Marcel Kittel      | Project 1T4I     | s.t.     |
| 3    | Adam Blythe        | BMC              | s.t.     |
| 4    | Guillaume Boivin   | SpiderTech       | s.t.     |
| 5    | Kenny van Hummel   | Vacansoleil      | s.t.     |
| 6    | Graeme Brown       | Rabobank         | s.t.     |
| 7    | Gediminas Bagdonas | An Post          | s.t.     |
| 8    | Boy van Poppel     | UnitedHealthcare | s.t.     |
| 9    | Kenny Dehaes       | Lotto-Belisol    | s.t.     |
| 10   | Nikolaj Trusov     | RusVelo          | s.t.     |